# Hellbound (Fernsehserie)
Hellbound (koreanischer Originaltitel: 지옥; RR: Jiok) ist eine südkoreanische Mysteryserie, die auf dem gleichnamigen Webtoon von Yeon Sang-ho und Choi Gyu-seok basiert. Die Serie wurde am 19. November 2021 weltweit auf Netflix veröffentlicht. Zuvor erfolgten die Weltpremiere der Serie am 9. September 2021 auf dem Toronto International Film Festival 2021 sowie weitere Vorführungen auf dem London Film Festival und dem Busan International Film Festival.

## Handlung
Mitten in Seoul im Jahr 2022 tauchen plötzlich mysteriöse Wesen auf, die auch Vollstrecker der Hölle genannt werden, und Menschen, die zuvor eine Prophezeiung erhalten haben, in die Hölle befördern. Jung Jinsu hat zehn Jahre zuvor den Kult „Neue Wahrheit“ (새진리(회) Sae Jilli (Hoe)) begründet. Lange Zeit glaubte ihm niemand und seine Lehre blieb eine kleine Sekte. In den 2000er Jahren gab es weltweit solche Vorkommnisse, aber es gab zu wenig Beweise, bei Videoaufnahmen dachten viele an Betrug. Doch durch das Vorkommnis in Seoul erhielt er eine größere Anhängerschaft. Jung Jinsu sagt, die Vollstrecker kämen im Auftrag Gottes um Sünder in die Hölle zu schaffen und den Menschen seine Macht zu demonstrieren. Deshalb nennt die Neue Wahrheit die Ereignisse auch Machtdemonstrationen. Die Menschen, die in die Hölle gebracht werden, erhalten zuvor eine Prophezeiung, bei der sie erfahren, wann sie in die Hölle kommen.
Die Polizei ermittelt und versucht herauszufinden, was dahinter steckt. Gleichzeitig haben sie mit einer radikalen Gruppe, der Speerspitze, zu kämpfen, die der Neuen Wahrheit entsprungen ist und mit Gewalt ihre Interpretation des Willen Gottes durchsetzen will. Sie sehen die Polizei als Sünder, da diese die Vorkommnisse ermitteln, anstatt gegen die Opfer zu ermitteln. Nach der Lehre der Neuen Wahrheit sind alle Opfer Sünder, die abscheuliche Verbrechen begangen haben. Menschen, die sich in den Medien zu Wort melden und die Neue Wahrheit mit Skepsis betrachten, werden von der Speerspitze aufgesucht und verprügelt oder gefoltert. Der Kommissar Jin Kyunghun ermittelt mit seinem Partner Hong Eunpyo in der Sache. Dabei findet er heraus, dass seine Tochter, Heejung, Treffen der Sekte besucht. Seine Frau wurde vor ein paar Jahren ermordet. Der Mörder wurde nach sechs Jahren wieder freigelassen. Jung Jinsu, der durch Heejung von dem Mord weiß, fragt Kyunghun deshalb, ob er die Gesetze der Menschen als gerecht ansieht. Sünder würden kaum bestraft, doch Gott zeige den Menschen nun, wie die Menschen leben sollen und was Sünder erwartet.
Als die Mutter Park Jungja eine Prophezeiung erhält, nach der sie bald in die Hölle gebracht wird, wendet sie sich an die Neue Wahrheit und an die Anwältin Min Hyejin von der Kanzlei Sodo. Die Neue Wahrheit bietet ihr 3 Mrd. Won, wenn sie ihre Demonstration live übertragen dürfen. Min Hyejin ist eine bekannte Anwältin, die sich der Neuen Wahrheit entgegen setzt und häufig Opfer der Speerspitze vertritt. Sie soll den Vertrag zwischen Park Jungja und der Neuen Wahrheit prüfen, damit sichergestellt ist, dass ihre beiden Kinder das Geld erhalten und in Sicherheit leben können. Jung Jinsu ist bei der Verhandlung sehr offen, doch interessiert ihn, warum sie zwei Kinder von unterschiedlichen Vätern hat und keiner dieser da ist. Er versucht darüber herauszufinden, welche Sünde Park Jungja begangen habe, doch er findet nichts heraus. Nach der Verhandlung leitet Kommissar Hong Eunpyo die Namen von Park Jungja und ihren Kindern sowie Bilder an einen einflussreichen Streamer der Speerspitze weiter. Er war die ganze Zeit schon Anhänger der Gruppe und sabotiert dabei die Polizeiarbeit. Doch Anwältin Min Hyejin nimmt an, dass die Neue Wahrheit und Jung Jinsu die Infos veröffentlichten. Um alle zu schützen, bringt sie die Kinder zum Flughafen. Sie sollen zu einer Verwandten von ihr nach Toronto. Im Internet wird derweil wild spekuliert, wie Park Jungja gesündigt haben könnte. Sie wird öffentlich denunziert. Doch Kommissar Jin Kyunghun und die Anwältin schützen sie.
Derweil trifft sich Jung Jinsu mit Kyunghuns Tochter Heejung. Sie hat ihrem Vater gesagt, sie sei bei einer Freundin. Jinsu zeigt ihr den Mann, der ihre Mutter ermordet hat. Gemeinsam töten sie ihn und lassen es so aussehen, als wäre er durch die Vollstrecker ermordet worden. Somit wird medial die Lehre der Neuen Wahrheit vertieft, wonach böse Menschen von Gott in die Hölle befördert würden. Kyunghun nimmt die Nachricht über den Tod des Mörders seiner Frau erstaunt aber auch fast emotionslos zur Kenntnis.
Die Machtdemonstration an Park Jungja wird zu einem großen Medienereignis. Alle großen Sender wollen das Ereignis live übertragen. Min Hyejin hat nicht mit soviel Aufmerksamkeit gerechnet, da sie nicht glaubt, das irgendwas passiert. Mit dabei sind auch Mitglieder der Neuen Wahrheit, Zuschauer und die Polizei. Park Jungja will sich den Monstern in ihrer Wohnung ausliefern. Pünktlich erscheinen dann die drei Vollstrecker und greifen Park Jungja an. Der Polizeichef weist alle an, die Monster abzuhalten oder auf sie zu schießen. Doch die meisten sind wie erstarrt. Nur Kyunghun schreitet zur Tat während Eunpyo sich freut. Nach ein paar Schüssen wird Kyunghun von einem Monster allerdings weggeschleudert. Die Monster zerreißen Park Jungja, bevor sie ihre Hände über sie halten, wobei ein weißes Licht erstrahlt, durch welches sie scheinbar verbrennt. So schnell wie die Monster auftauchten, verschwinden sie daraufhin wieder.
Nach dem Ereignis gibt es riesiges Interesse an Jung Jinsu. In einem Interview sagt er, dass die Menschen gut von falsch unterscheiden könnten und wieder moralisch leben müssten. Die Menschen hätten Gottes Nachrichten nicht verstanden, deshalb musste er nun zu drastischen Machtdemonstrationen greifen. Währenddessen ermittelt Kyunghun heimlich am Fall des Todes des Mörders seiner Frau. Dabei bekommt er von Kollegen die Aufnahmen einer Überwachungskamera. Darauf meint er Jung Jinsu und seine Tochter sehen zu können. Etwa zeitgleich erblickt er dann beim Fernsehinterview mit Jung Jinsu in dessen Zimmer die Jacke seiner Tochter. Er macht sich auf, Jung einen Besuch abzustatten und ihn zu konfrontieren. Währenddessen veröffentlicht der Streamer der Speerspitze ein Video von der Machtdemonstration. Nach dieser verneigen sich alle Zuschauer vor Gott, bis auf Min Hyejin und ihrer Kollegin sowie Kyunghun, der auf die Vollstrecker geschossen hat. Er ruft dazu auf, diese Sünder zu finden und zu bestrafen. Hyejin will sofort mit ihrer Mutter nach Kanada flüchten. Doch sie erhält Beweise gegen Jung Jinsu. Deshalb will sie erst nochmal die Kanzlei und ihren Kollegen aufsuchen. Dieser wurde jedoch bereits attackiert und kurz darauf werden auch Hyejin und ihre Mutter angegriffen. Hyejin überlebt, doch ihre schwache Mutter verstirbt im Krankenhaus.
Sie will mehr über die Beweise gegen Jung Jinsu herausfinden und sucht dazu den Gründer einer kleineren Sekte auf. In einem Interview mit deren Anführer, Kim Jeongchil, sagte Jung im Jahr 2004, er habe eine Prophezeiung erhalten und wisse nicht, was es genau damit auf sich habe. Als sie Kim Jeongchil findet, spielt er ihr das Interview vor. In diesem sagt er, er habe 2002 eine Prophezeiung erhalten, nach der er 20 Jahre später in die Hölle käme. Doch anstatt ihr die Datei zu geben, löscht er sie. Er sagt, Jung Jinsu haben ihm zugesichert, er würde der neue Vorsitzende der Neuen Wahrheit, wenn er die Datei löscht und Min Hyejin tötet. Deshalb nutzte er das Interview, um sie zu sich zu locken. Draußen warten dann Mitglieder der Speerspitze auf sie und attackieren sie.
Kyunghun konnte Jung Jinsu nicht finden. Stattdessen erhält er einen Anruf von ihm, dass er zu einem bestimmten Ort kommen solle, falls er seine Tochter finden will. Dieser Ort ist die mittlerweile stillgelegte, alte Schule von Jung Jinsu. Dieser erzählt Kyunghun dort, dass er vor 20 Jahren eine Prophezeiung erhielt, dass er heute in die Hölle käme. Er habe aber nie eine Sünde begangen. Er habe nicht einmal etwas gestohlen oder gelogen. Er habe so sein ganzes Leben bis heute in Angst gelebt und den Sinn gesucht. Da er wusste, dass es noch weitere Prophezeiungen gab, gründete er schließlich zehn Jahre später die Neue Wahrheit und verbreitete die Narrative, nur Sünder würden geholt. Ansonsten könnten die Menschen die Ereignisse nicht verstehen und die Welt würde in Chaos stürzen. Seine Kirche sollte die Menschen beschützen. Zuletzt sagt er zu Kyunghun, dass seine Tochter zu Hause sei. Seine letzten Taten wurden inspiriert von Kyunghuns Worte über den freien Willen. Es liege nun an ihm, ob er sich entscheidet, alles zu Filmen und zu veröffentlichen und so die Lehre der Neuen Wahrheit als Lüge zu entlarven und dass es keine Gerechtigkeit hinter den Machtdemonstrationen gibt, dadurch aber auch die Welt seiner Tochter zu zerstören, oder alles hinzunehmen und Jinsu Überreste zu verstecken, sodass sie nie gefunden würden. Die Neue Wahrheit würde dann sagen, Jinsu würde die Welt bereisen. Kyunghun schaut letztlich nur zu, wie die Monster Jinsu zerstören und nimmt zuletzt zu Hause seine Tochter in die Arme.
Fünf Jahre später hat die Neue Wahrheit weltweit Anhänger und ist eine wichtige Institution. Ihre Priester sind an polizeilichen Ermittlungen beteiligt, sie haben extra ein Studio geschaffen für Übertragungen der Machtdemonstrationen und sie haben medial großen Einfluss. Die Sünder, d. h. die Opfer der Machtdemonstrationen, werden öffentlich denunziert und erfahren viel Hass im Internet.
Bae Youngjae hat eine Dokumentation über die religiöse Vereinigung der Neuen Wahrheit gedreht. Doch deren Priester wollen eine Änderungen für die Endfassung. So sollen die Sünder nicht als Opfer, sondern als Täter dargestellt werden. Youngjae ist allerdings gegen die Änderung, da der Sender nicht der Kirche gehöre. Doch sein Chef besteht auf die Änderungen, um die Neue Wahrheit milde zu stimmen. Dadurch muss Youngjae Überstunden machen und kann erneut erst spät wieder ins Krankenhaus zu seiner Frau, die am Tag zuvor ihr gemeinsames Kind zur Welt brachte. Sein Kollege Junwon geht vorzeitig, weil er sich mit seiner Frau treffen wolle. Auf seinem Platz findet er eine Karte der Sodo-Kreditfirma, auf deren Rückseite der Name eines Angelplatzes steht. Nach der Bearbeitung des Schnitts meldet sich Junwons Frau bei ihm. Sie will wissen, wo er ist und ob er sich komisch verhalten habe. Eine Kreditfirma habe sich vorher bei ihr gemeldet. Sie glaube, dass etwas nicht stimme. Youngjae ist deshalb besorgt und will zur Adresse auf der Karte fahren. Beim Angelplatz findet er spät abends tatsächlich den verängstigten Junwon. Dieser sagt ihm, er solle wieder verschwinden, aber Youngjae weigert sich. Junwon sagt, er habe eine Prophezeiung erhalten und wolle nicht als Sünder denunziert werden. Deshalb wolle er an dem verlassenen Ort alleine sterben. Die Gruppe Sodo, die unter verschiedenen Decknamen mit Wegwerfnummern arbeitet, kümmere sich dann um die Beseitigung aller Beweise. Kurz darauf wird Junwon von den Monstern geholt und Sodo taucht auf. Darunter auch Min Hyejin, die den Angriff der Speerspitze überlebte. Normalerweise darf niemand etwas von der Prophezeiung wissen, doch Prof. Gong Hyeongjun schätzt Youngjae als vertrauenswürdig ein, da er selbst oft mit dessen Sender zusammenarbeitet.
Youngjae macht sich danach zu seiner Frau ins Krankenhaus. Dort erfährt er, dass seine neugeborene Tochter eine Prophezeiung erhalten hat, wonach sie in drei Tagen in die Hölle käme. Seine Frau, Song Sohyun, hat alles gefilmt. Youngjae weiß nicht, was das zu bedeuten hat und sucht deshalb Sodo auf. Derweil ermitteln die Priester der Neuen Wahrheit gegen Sodo. Einige Sünder verstecken sich, und über diese findet der Priester Yuji heraus, dass Sodo die Demonstrationen einiger Sünder verschleiert.

## Besetzung und Synchronisation
Die deutschsprachige Synchronisation entstand nach den Dialogbüchern von Jan Andres und Anna Luise Borner sowie unter der Dialogregie von Jan Andres und Frank Muth durch die Synchronfirma Iyuno-SDI Group Germany in Berlin.

### Hauptdarsteller
| Rolle         | Schauspieler               | Synchronsprecher |
| ------------- | -------------------------- | ---------------- |
| Jung Jin-su   | Yoo Ah-in (Staffel 1)      | Bastian Sierich  |
| Jung Jin-su   | Kim Sung-cheol (Staffel 2) | Bastian Sierich  |
| Min Hye-jin   | Kim Hyun-joo               | Schaukje Könning |
| Jin Kyung-hun | Yang Ik-june               | Christian Intorp |
| Bae Young-jae | Park Jeong-min             | Jaron Löwenberg  |
| Song So-hyun  | Won Jin-ah                 | Uschi Hugo       |

### Nebendarsteller
| Rolle                       | Schauspieler    | Synchronsprecher     |
| --------------------------- | --------------- | -------------------- |
| Kim Jeong-chil              | Kim Dong-hee    | Thomas Schmuckert    |
| Lee Dong-uk                 | Kim Do-yoon     | Rainer Fritzsche     |
| Hong Eun-pyo                | Park Jung-pyo   | Karlo Hackenberger   |
| Jin Hee-jung                | Lee Re          | Magdalena Montasser  |
| Park Jung-ja                | Kim Shin-rock   | Nina Herting         |
| Park Ha-yul                 | Kim Si-ha       | Milena Rybiczka      |
| Park Eun-yul                | Bae Hyun-sung   | Tom Ferenc           |
| Park Eun-yul (Kind)         | Choi Hyung-joo  | Mika Hinz            |
| Prof. Gong Hyeong-jun       | Lim Hyung-guk   | Peter Flechtner      |
| Priester Yu-ji              | Ryu Kyung-soo   | Patrick Keller       |
| Priester Sa-cheong          | Cha Si-won      | Dennis Sandmann      |
| Mutter von Hye-jin          | Won Mi-won      | Luise Lunow          |
| Kim Gwang-jin               | Yoon Don-sun    | Dirk Müller          |
| Chief Detective             | Lee Dong-yong   | Gerald Schaale       |
| Mitglied der Neuen Wahrheit | Nam Jin-bok     | Dirk Stollberg       |
| Kang Jun-won                | Han Woo-yul     | Peter Lontzek        |
| Direktor von NTBC           | Seo Young-sam   | Hans Hohlbein        |
| Kim Yeong-seok              | Jang Moon-gyu   | Christoph Banken     |
| Kim Geun-bae                | Ko Dong-hyoung  | Jan Andres           |
| Lee Su-gyeong               | Moon So-ri      | Eva Thärichen        |
| Oh Ji-won                   | Moon Geun-young | Anna Luise Borner    |
| Windrad                     | Cho Dong-in     | Nicolas Rathod       |
| Jung Gyeong-seok            | Lee Sung-woo    | Valentin Stilu       |
| Kim Seok-cheong             | Jo Seung-gu     | Tobias Diakow        |
| Cheon Se-hyeong             | Im Sung-jae     | Sebastian Kluckert   |
| Bae Jae-hyeon               | Oh Eun-seo      | Eleanor Karstaedt    |
| Kim Sung-jib                | Hong Eui-joon   | Roman Wolko          |
| Lee Cheol-yun               | Im Jung-sun     | Franziska Endres     |
| Park Yul-geum               | Jung Ae-hwa     | Sabine Arnhold       |
| Jeong Hyeok-sang            | Oh Chi-woon     | Sebastian Fitzner    |
| Professor Hong              | Hong Suk-bin    | Tim Moeseritz        |
| Mutter von Jung Jin-su      | Joo Hae-eun     | Wicki Kalaitzi       |
| Sekretär von Kim Jeong-chil | Kim Hee-sang    | Benjamin Kiesewetter |

### Gastdarsteller
| Rolle                      | Schauspieler | Synchronsprecher |
| -------------------------- | ------------ | ---------------- |
| Anhängerin der Speerspitze | Song Ji-hyun | Aliana Schmitz   |
| Investigator               | Ko Dong-eop  | Alexander Hauff  |
| Nachrichtensprecherin      | Lee Un-jung  | Heike Beeck      |
| Su-jeong                   |              | Larissa Koch     |
| Yeong-ho                   |              | Roland Wolf      |
| Detective                  |              | Nick Forsberg    |
| Anhänger der Speerspitze   |              | Paul-Lino Krenz  |
| Frau von Jun-won           |              | Heide Domanowski |

## Episodenliste

### Staffel 1
| Nr. (ges.)                                                                             | Nr. (St.) | Deutscher Titel | Originaltitel | Regie        | Drehbuch                     |
| -------------------------------------------------------------------------------------- | --------- | --------------- | ------------- | ------------ | ---------------------------- |
| 1                                                                                      | 1         | Folge 1         | 1화           | Yeon Sang-ho | Yeon Sang-ho & Choi Gyu-seok |
| 2                                                                                      | 2         | Folge 2         | 2화           | Yeon Sang-ho | Yeon Sang-ho & Choi Gyu-seok |
| 3                                                                                      | 3         | Folge 3         | 3화           | Yeon Sang-ho | Yeon Sang-ho & Choi Gyu-seok |
| 4                                                                                      | 4         | Folge 4         | 4화           | Yeon Sang-ho | Yeon Sang-ho & Choi Gyu-seok |
| 5                                                                                      | 5         | Folge 5         | 5화           | Yeon Sang-ho | Yeon Sang-ho & Choi Gyu-seok |
| 6                                                                                      | 6         | Folge 6         | 6화           | Yeon Sang-ho | Yeon Sang-ho & Choi Gyu-seok |
| Am 19. November 2021 wurden alle Folgen der ersten Staffel bei Netflix veröffentlicht. |           |                 |               |              |                              |

### Staffel 2
| Nr. (ges.)                                                                             | Nr. (St.) | Deutscher Titel | Originaltitel | Regie        | Drehbuch                     |
| -------------------------------------------------------------------------------------- | --------- | --------------- | ------------- | ------------ | ---------------------------- |
| 7                                                                                      | 1         | Folge 1         | 1화           | Yeon Sang-ho | Yeon Sang-ho & Choi Gyu-seok |
| 8                                                                                      | 2         | Folge 2         | 2화           | Yeon Sang-ho | Yeon Sang-ho & Choi Gyu-seok |
| 9                                                                                      | 3         | Folge 3         | 3화           | Yeon Sang-ho | Yeon Sang-ho & Choi Gyu-seok |
| 10                                                                                     | 4         | Folge 4         | 4화           | Yeon Sang-ho | Yeon Sang-ho & Choi Gyu-seok |
| 11                                                                                     | 5         | Folge 5         | 5화           | Yeon Sang-ho | Yeon Sang-ho & Choi Gyu-seok |
| 12                                                                                     | 6         | Folge 6         | 6화           | Yeon Sang-ho | Yeon Sang-ho & Choi Gyu-seok |
| Am 25. Oktober 2024 wurden alle Folgen der zweiten Staffel bei Netflix veröffentlicht. |           |                 |               |              |                              |